# Esplendor a l'herba
Esplendor a l'herba (títol original en anglès Splendor in the Grass) és una pel·lícula estatunidenca dirigida per Elia Kazan i estrenada l'any 1961. Ha estat doblada al català.

## Repartiment
- Natalie Wood: Wilma Dean 'Deanie' Loomis
- Warren Beatty: Bud Stamper
- Pat Hingle: Ace Stamper
- Audrey Christie: Senyora Loomis
- Barbara Loden: Ginny Stamper
- Zohra Lampert: Angelina
- Fred Stewart: Del Loomis
- Joanna Roos: Senyora Stamper
- John McGovern: Doc Smiley

## Premis
- Oscar al millor guió original: William Inge[2]